# İstanbul Open
El Torneig d'Istanbul, conegut oficialment com a İstanbul Open, és una competició tennística professional que es disputa sobre terra batuda al Garanti Koza Arena d'Istanbul, Turquia. Pertany a les sèries 250 del circuit ATP masculí i serveix de preparació pel Roland Garros.
La darrera edició del torneig es va disputar l'any 2018, ja que es va cancel·lar sense ser substituït per cap altre torneig.

## Palmarès

### Individual masculí
| Any  | Campió            | Finalista       | Resultat            |
| ---- | ----------------- | --------------- | ------------------- |
| 2018 | Taro Daniel       | Malek Jaziri    | 7−6(4), 6−4         |
| 2017 | Marin Čilić       | Milos Raonic    | 7−6(3), 6−3         |
| 2016 | Diego Schwartzman | Grigor Dimitrov | 6−7(5), 7−6(4), 6−0 |
| 2015 | Roger Federer     | Pablo Cuevas    | 6−3, 7−6(11)        |

### Dobles masculins
| Any  | Campions                        | Finalistes                       | Resultat         |
| ---- | ------------------------------- | -------------------------------- | ---------------- |
| 2018 | Dominic Inglot Robert Lindstedt | Ben McLachlan Nicholas Monroe    | 3−6, 6−3, [10−8] |
| 2017 | Roman Jebavý Jiří Veselý        | Tuna Altuna Alessandro Motti     | 6−0, 6−0         |
| 2016 | Flavio Cipolla Dudi Sela        | Andrés Molteni Diego Schwartzman | 6−3, 5−7, [10−7] |
| 2015 | Radu Albot Dušan Lajović        | Robert Lindstedt Jürgen Melzer   | 6−4, 7−6(2)      |